# 埃莱娜·卡莉斯卡

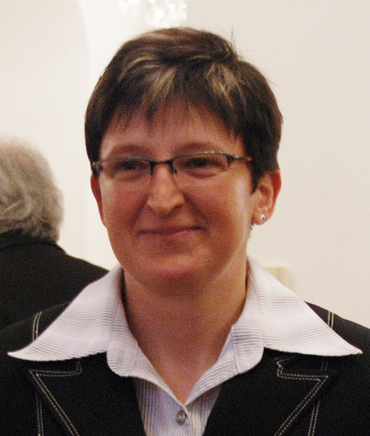
Elena Kaliská

埃莱娜·卡莉斯卡（1972年1月19日—），生於兹沃伦，是一名斯洛伐克女子皮划艇运动员。她自1988年开始参加国际比赛，曾参加1996年、2000年、2004年和2008年四届奥运，其中在2004年和2008年奥运均收获金牌。